# إلينا سوريانو
إلينا سوريانو ( 4 فبراير 1917 – 2 ديسمبر 1996)، كانت كاتبة إسبانية. أنشأت ومولت وأدارت مجلة الأدب El Urogallo في عام 1969، واستمرت في إدارتها حتى عام 1976. ويُعد أشهر أعمالها النص السيري الشهادة الأمومية (Testimonio materno).

## النشأة
ولدت إلينا سوريانو جارا في فونتيدوينيا دي تاجو، ونشأت بين منطقتي الأندلس، مسقط رأس والديها، وكاستييا. من المعروف أنها بدأت في نشر كتاباتها في المجلات الأدبية منذ سن الرابعة عشرة. كانت ابنة لمعلم، وتلبيةً لرغبة والدها التحقت بدراسة التعليم (ماجيستيريو)، وتخرجت في عام 1935. وبعدها باشرت دراسة الفلسفة والآداب، غير أن اندلاع الحرب الأهلية الإسبانية حال دون إتمامها، إذ انتقلت عائلتها حينها إلى فالنسيا.
بعد انتهاء الحرب، تزوجت من خوان خوسيه أرنيدو سانشيز. وقد مُنعت من المشاركة في المسابقات العامة للتوظيف، وطُردت من امتحانات مساعدي المكتبات، على الرغم من حصولها على أعلى الدرجات، بسبب تصنيفها ضمن "الحمر" من قِبل نظام فرانكو. وبذلك اضطرت إلى العيش في منفى داخلي داخل نطاق حياتها العائلية، وأنجبت طفلين هما خوانخو وإلينا.

## المهنة
بدأت مسيرتها الأدبية في عام 1951 بنشر روايتها الصيد الصغير (Caza menor)، والتي حُوِّلت لاحقًا في عام 1976 إلى مسلسل تلفزيوني مكوّن من عشرين حلقة، عُرض على شاشة التلفزيون الإسباني.
وفي عام 1955، نشرت ثلاث روايات ضمن ثلاثية بعنوان المرأة والرجل، شملت: شاطئ المجانين (La playa de los locos)، أوهام (Espejismos)، وMedea 55. وقد تناولت هذه الأعمال قضايا نسوية جريئة وغير مألوفة في ذلك الوقت، مثل تابو العذرية، وانهيار الحب الزوجي، والانتقام الكامن للمرأة الحديثة عندما يخونها شريكها برفضه للأمومة.
وقد مُنعت روايتها شاطئ المجانين من النشر من قِبل الرقابة الفرانكوية، ولم تُنشر إلا بعد مرور ثلاثين عامًا على كتابتها.
وفي السنوات الأخيرة من حكم فرانكو، أسست سوريانو مجلة El Urogallo الأدبية التي بدأت في الصدور عام 1969 واستمرت حتى عام 1976، وكانت منبرًا للاتجاهات الأدبية والفكرية في إسبانيا.
أما في عام 1985، فقد نشرت أعظم نجاحاتها الأدبية تحت عنوان الشهادة الأمومية (Testimonio materno)، وهو عمل سردي يُجسد اعترافات أم (هي نفسها) تواجه «الانتحار البطيء» لابنها خوانخو، الذي كان يعاني من الإدمان على المخدرات.
1. ↑  Anne Commire; Deborah Klezmer, eds. (2006). Dictionary of Women Worldwide: 25,000 Women Through the Ages (بالإنجليزية). Detroit: Gale, Yorkin Publications. ISBN:978-0-7876-7585-1. OCLC:1055216794. OL:8147105M. QID:Q105802405.